# Heinrich Meene

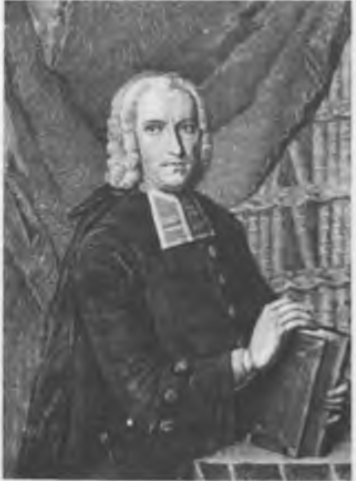
Heinrich Meene, Superintendent in Jever

Johann Heinrich Meene (* 11. April 1710 in Bremen; † 20. Mai 1782 in Jever) war ein deutscher evangelischer Theologe, Konsistorialrat und Superintendent der Evangelischen Kirche in Jever.

## Leben
Meene wurde als dritter Sohn des Bremer Kaufmanns Barthold Meene und dessen zweiter Ehefrau Maria Elisabeth geb. Muhle geboren. Sein Onkel, der Bruder seiner Mutter, war Heinrich Muhlius, Generalsuperintendent im herzoglichen Schleswig-Holstein-Gottorf. Meene wurde zunächst durch Hauslehrer erzogen und besuchte später die Domschule und das Athenäum in Bremen. Anschließend studierte er von 1730 bis 1733 Evangelische Theologie an den Universitäten Helmstedt und Leipzig. 1734 erhielt er eine Stelle als Prediger in Volkersheim bei Hildesheim und kam 1737 als Prediger an die Kapelle St. Johannis (Hospitalskirche) in Quedlinburg. 1749 wechselte er als Oberprediger an die Hauptkirche St. Benedikt. 1757 wurde er zum Superintendenten der Herrschaft Jever ernannt und behielt diese Stellung bis zu seinem Tod.
Wegen seines offenen Auftretens geriet Meene häufiger in Konflikte mit der Regierung und wurde zweimal für mehrere Monate suspendiert. Er war ein bekannter Kanzelredner und veröffentlichte eine Vielzahl von Schriften. Sein Hauptwerk ist der 1764 erschienene Große Jeversche Katechismus Luthers, in dem Meene in insgesamt 2.397 Fragen den Kleinen Katechismus des Reformators erklärte.

## Familie
Meene war seit 1734 verheiratet mit Ursula Augusta geb. zum Felde († 1765), der Tochter des Kieler Professors und Oberpredigers Albrecht zum Felde († 1721).

## Schriften
- Unparteiische Prüfung der Abhandlung: Schrift- und vernunftmäßige Ueberlegung der beyderseitigen Gründe für und wider die ganz unendliche Unglückseligkeit der Verbrecher Gottes. 3 Teile. Helmstedt 1747–1748.
- Aus führliche Erklärung des kleinen Catechismi Lutheri. Jever. 1764.
- Die Altäre der Christen. Oldenburg. 1765.
- Verteidigung des größeren Jeverschen Katechismus in einem Sendschreiben an seine Hochwürden den Professor der Theologie D. Johann Peter Miller. Jever. 1780.
- Bibliotheca Meeniana. Bremen. 1783.